# ウィリアム・パーキン
ウィリアム・ヘンリー・パーキン（Sir William Henry Perkin, 1838年3月12日 - 1907年7月14日）は、イギリスの化学者で、18歳で発見したアニリン染料やモーブ染料の発明者として広く知られている。

## 幼年時代
ウィリアム・ヘンリー・パーキンはロンドンのイーストエンドに、7人兄弟の末弟として生まれた。彼の父は成功した大工であり、彼の母のサラはスコットランドの出身で子供時代にロンドンに移り住んだ。 ジェームズ・クックやJane Randolf（トーマス・ジェファーソンの母）やジョン・ウェスレーにゆかりのあるセントポール教会 (Shadwell)で彼は洗礼を受けた。彼はコマーシャル街道の私立学校に通い、才能豊かな学生であった。

## 発見
1853年には15歳にして早くも、パーキンは、ロンドンの王立化学大学 (Royal College of Chemistry、今日のインペリアル・カレッジ・ロンドンの一部）に入り、高名なアウグスト・ヴィルヘルム・フォン・ホフマンの下で学んだ。
当時の化学は極く初期の段階であった。原子論は受け入れられ、主要な元素も発見されていた。多くの化合物の元素組成比を分析する技術は存在していた。とはいえ、化合物中の原子の構成を決定することは当時としては難しい技術で
あった。
当時、キニーネはマラリアの治療薬として多くの需要のある高価な天然物であり、ホフマンはキニーネを合成する方法論について論文を発表していた。パーキンはホフマンの助手の一員として、成功に至るまでの一連の実験に従事した。
1856年のイースター休暇で、ホフマンが故郷のドイツに帰郷している間に、パーキンはロンドン東部のケーブル・ストリート通りのアパート最上階の自宅にある粗末な実験室でさらなる実験を試みていた。ここで彼の重要な発見がなされた。それは混合物中アニリンの一部が化学変換されてアルコールが濃い紫色を呈したのであった。パーキンは絵画や写真に興味があったので、すぐさまこの結果に強く引かれた。そして、彼の友人のアーサー・チャーチ、トーマス・チャーチ兄弟とともに更なる実験を試みた。任命されたキニーネの研究からの逸脱の為、これらの実験はホフマンには秘密にされた。彼の家の在ったケーブル通りとセント・ディビッド小路の角にはブルー・プラーク（碑銘）が設置されている。
研究成果に自信を得た彼らは、この発見の大量生産と染料としての商品化に着手した。早期の研究ではこの染料は絹を染め上げて、洗濯や光に安定であることを示唆していた。かれらはスコットランドで染色業をしているパースにサンプルを送った、そうすると会社の総支配人のロバート・プラーから驚くべき返事が返された。パーキンは1856年8月に特許を取得したが、そのときはまだ18歳であった。当時は衣服を染色する染料はすべて天然物より抽出されていた。それゆえ染料の多くは高価であり、労働集約的な生産方法であった。特に、染料には安定性と迅速性が求められていた。紫色は古代においては高貴と名声の象徴であり、ある種の巻貝の粘液腺からえられるチリアンパープルは特に高価で入手困難に染料であった。それらの生産過程は変りやすく手間であったので、パーキンとチャーチ兄弟はこの発見は商業的成功をもたらすと見抜いていた。
パーキンの発見は、時といい場所といい、これ以上ない好条件に恵まれていた。イギリスは産業革命の発祥地であり、織物の生産の進歩は著しかった。そして化学という学問は工業生産に大きな影響を与えるという点で顕著であった。彼の染料の原料となるコールタールは石炭から石炭ガスを生産する際の廃棄物であった。
染料の発見は、資本家を勃興させ、大量且つ安価に製造され、綿にも適用され、商業染色会社に歓迎され、何よりも大衆の需要を創出した。パーキンは多方面において活動的であった。一連の活動のさなかで、彼は大量の資本を得、チャーチ兄弟は工場を建てた。彼は、木綿の媒染剤を発明し、その技術・サービスを操作できる第一人者となり、それを市場に公開した。
彼は後に、ナポレオン3世のウジェニー皇后やヴィクトリア女王が採用した色やハンガリー織のクリノリンやフープスカートに採用された。勤勉な労働と少しの運が、いずれの場合も「落ち着くべきところにはまる」ようになり、彼は富豪になった。
パーキンの業績において真に偉大なところは、化学と一般日常のビジネスと消費とが共存する点を突いていることにある。実際にそれは広く普及した。そして他の化学者の場合以上に彼らは裕福となった（当時の化学者は殆ど学府に閉じこもっていた）。彼らは18歳にできること以上の栄華を実現した。
その影響により、無数のアニリン染料が生まれ、数多くの色調の染料が生まれた（それらのうちのいくつかがパーキン自身によるものである）。そして彼らに関連のある工場は、広くヨーロッパ中に広がった。そして、織物と染料による国家間の商業競争が勃発した。

## 後半生
ウィリアム・パーキンは後年においても有機化学において活発な研究を継続した。彼が発見し、商品化した合成染料にはBritannia Violet やPerkin's Greenなどがある。
民間伝承では、 Grand Union Canalの川面の色はパーキン染料工場の日々の仕事に依存して変化したと言い伝えられている。
1869年にはパーキンはアリザリンの商業生産方法を確立したが、それはアントラセンから得られる、植物のアカネ染料よりも鮮やかな赤の染料である。しかし、ドイツの化学会社BASFは、彼よりもわずか1日早く同じ製法の特許を取得していた。2～3年後パーキンは彼の研究と開発の成果が、ドイツの化学産業に侵食されるのを目の当たりにする。そして、1874年、すでに大富豪になっていた彼は工場を売却してビジネスより手を引いた。
1876年にサリチルアルデヒドと無水酢酸の反応によるクマリン合成法を発見した。この反応は後にパーキン反応として知られることになる。
1907年、パーキンは虫垂炎に併発した肺炎のためこの世を去った。

## 栄誉
パーキンは生前に多くの名誉を受けた。パーキンメダルは1906年にモーブ発見50周年を記念して創立され、訪米していたパーキンが第一号の受賞者となった。今日では、アメリカ工業化学の最高の賞として広く知られている。そして、化学工業協会のアメリカ部会が毎年多くの啓発された才能豊かな化学者を表彰している。
1879年には王立協会フェローに選出され、同年にロイヤル・メダルを受賞。1889年にはデービーメダルを受賞。1890年にはロイヤル・ソサエティ・オブ・アーツからアルバート・メダルを受賞。1906年にはラヴォアジエ・メダル、ホフマン賞を受賞し、ナイトの称号を授与された。